# Hieronim Szeptycki (generał)
Hieronim Szeptycki herbu własnego (XVIII wiek) – generał major wojsk koronnych.

## Życiorys
Był ziemianinem z Podola, bratem Jana. Służbę odbywał w Gwardii Litewskiej. Fligeladiutant Stanisława Augusta Poniatowskiego. Później generał komenderujący.